# Eupithecia sagittata
Eupithecia sagittata là một loài bướm đêm trong họ Geometridae.